# Storia dei razzi

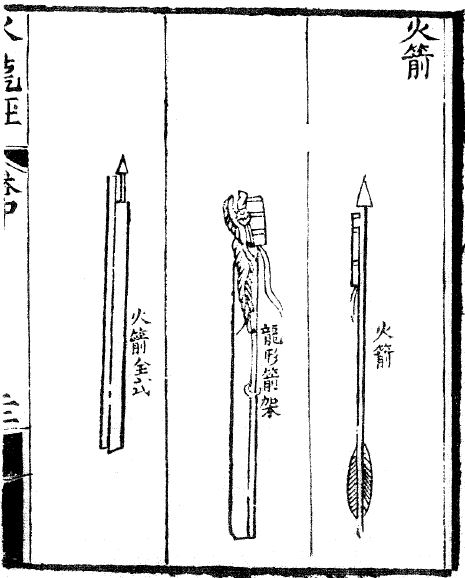
La più antica rappresentazione conosciuta di frecce razzo, dallo Huolongjing (XIV secolo). La freccia a destra ha l'iscrizione 'freccia di fuoco' (huo jian), quella centrale è una 'cornice di freccia a forma di drago' (long xing jian jia), e quella a sinistra è una 'freccia di fuoco completa' (huo jian quan shi).

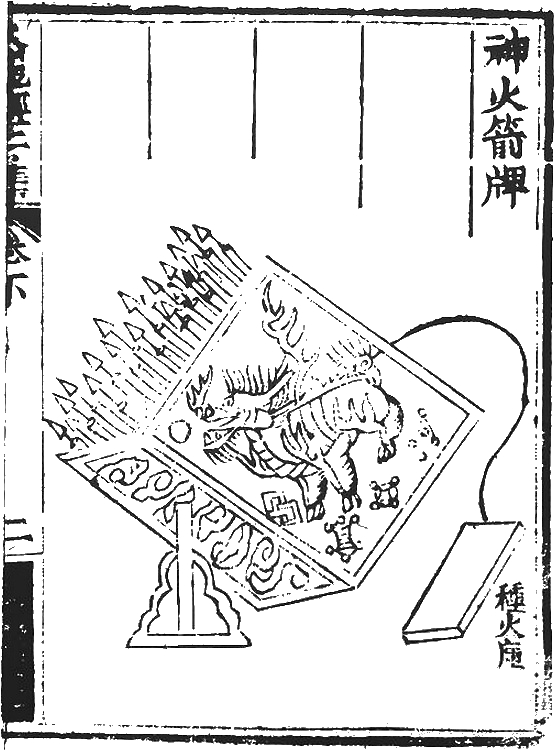
Lo 'schermo di frecce di fuoco divino' dal Huolongjing. Un lanciafrecce statico che porta cento frecce di fuoco. È attivato da un meccanismo simile ad una trappola, forse di disegno rotativo.

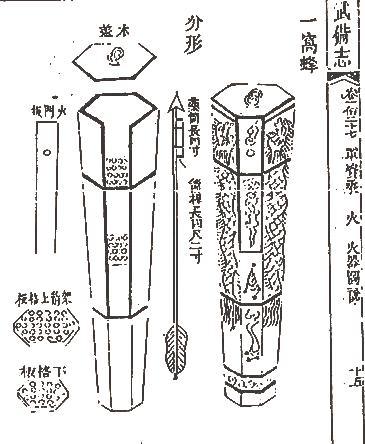
Un "nido d'api" (yi wo feng 一窩蜂) lanciarazzi-freccia raffigurato nel Wubei Zhi. Così chiamato per la sua forma ad alveare esagonale.

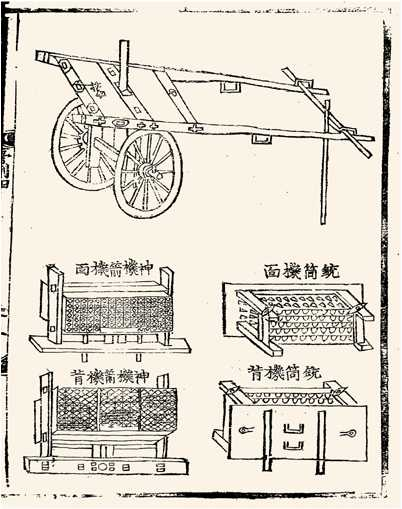
Un hwach'a (lanciarazzi multiplo)
manuale del XVI secolo

I primi razzi potrebbero essere comparsi già nella Cina del X secolo, dinastia Song, benché una solida prova documentale non si trovi prima del XIII secolo.
La tecnologia probabilmente si diffuse attraverso l'Eurasia contestualmente alle Invasioni mongole di metà XIII secolo. L'uso di razzi come armi anteriore alla missilistica moderna è attestato in Cina, Corea, India, ed Europa. Uno dei primi lanciarazzi di cui vi sia traccia è il lanciatore di frecce di fuoco "nido di vespe" prodotto dalla Dinastia Ming nel 1380. Sempre in quell'anno i razzi furono impiegati in Europa, durante la Battaglia di Chioggia.
Il regno Joseon di Corea adoperava un tipo di lanciarazzi multiplo detto "Munjong Hwacha" dal 1451. I razzi rivestiti di acciaio, noti come Razzi Mysore, furono sviluppati dal Regno di Mysore dalla fine del XV secolo, e in seguito copiati dai britannici. I perfezionamenti di detti razzi portarono al Razzo Congreve utilizzato nelle Guerre napoleoniche.
L'uso di propellenti liquidi al posto della polvere da sparo migliorò considerevolmente l'efficacia dell'artiglieria missilistica nella prima guerra mondiale, rendendo possibile alcuni anni più tardi il volo spaziale umano.

## Cina
I primi razzi furono probabilmente il risultato di un'invenzione collaterale alla freccia di fuoco (scoccata manualmente), che era essenzialmente una freccia avvolta nella polvere da sparo e tirata con l'arco. Secondo Liang Jieming, due generali della dinastia Song, Yue Yifang e Feng Jisheng (馮繼升), inventarono un tipo di freccia di fuoco che usava la polvere da sparo come propellente. Però non c'é prova documentale di razzi prima del XIII secolo.
I razzi potrebbero essere stati usati già nel 1232. Ci sono racconti di frecce di fuoco e 'vasi di ferro' il cui rumore si poteva sentire a 5 leghe (25 km) quando esplodevano per collisione, devastando tutto nel raggio di 600 metri, apparentemente a causa di shrapnel. Si narra che siano stati usati razzi dai Song in un'esercitazione navale avvenuta nel 1245. Il razzo propulso a combustione interna è menzionato in una fonte del 1264, secondo cui il 'topo di terra', un tipo di fuoco artificiale, aveva spaventato l'imperatrice madre Gongsheng ad una festa svolta in suo onore dal figlio imperatore Lizong.
Successivamente i razzi furono inseriti nel trattato di arte militare Huolongjing, conosciuto pure come Manuale dell'anatra di fuoco, scritto dall'ufficiale di artiglieria cinese Jiao Yu nel XIV secolo.
Questo testo nomina il primo razzo multistadio conosciuto, il 'drago di fuoco che spunta dall'acqua' (huo long chu shui), che si suppone fosse utilizzato dalla marina cinese.
Nel 1380 l'esercito ming ordinò dei lanciarazzi noti come "nidi di vespe".
Lo storico americano Frank H. Winter ipotizzò in The Proceedings of the Twentieth and Twenty-First History Symposia of the International Academy of Astronautics che i festival dei razzi (thailandese: ประเพณีบุญบั้งไฟ Prapheni Bun Bang Fai, laotiano ບຸນບັ້ງໄຟ Bun Bang Fai') della comunità della Cina meridionale e laotiana possano essere stati determinanti nella successiva diffusione della missilistica in Oriente.

## Diffusione della tecnica dei razzi

### Mongoli
La freccia di fuoco cinese fu adottata dai mongoli nella Cina settentrionale, impiegando esperti cinesi di missilistica come mercenari nell'esercito mongolo. Si pensa che i razzi si siano diffusi a causa delle invasioni mongole in altre zone dell'Eurasia a metà del XIII secolo.
Si narra che venissero usate armi simili ai razzi nella Battaglia di Mohi del 1241.

### Medio Oriente
Tra il 1270 e il 1280, Hasan al-Rammah scrisse il suo al-furusiyyah wa al-manasib al-harbiyya (Il libro di equitazione militare e ingegnosi congegni bellici), che conteneva 107 formule per la polvere da sparo, di cui 22 per razzi. Secondo Ahmad Y Hassan, le formule di al-Rammah erano più esplosive dei razzi usati all'epoca in Cina. La terminologia usata da al-Rammah indica un'origine cinese delle armi di cui scriveva, come razzi e lance di fuoco. Ibn al-Baytar, un arabo che dalla Spagna era emigrato in Egitto, descrive il salnitro come "neve della Cina" (arabo: ثلج الصين thalj al-ṣīn). Al-Baytar morì nel 1248. I primi storici arabi chiamavano il salnitro "neve cinese" e "sale cinese." Gli arabi usavano l'espressione "frecce cinesi" per riferirsi ai razzi.  Gli arabi chiamavano i fuochi d'artificio "fiori cinesi".
Mentre gli arabi chiamavano il salnitro "neve cinese", gli iraniani lo chiamavano "sale cinese" (persiano: نمک چینی namak-i čīnī) o "sale dalle paludi cinesi" (namak shūra chīnī persiano:  نمک شوره چيني).

### India
Si narra che nel 1300 mercenari mongoli usassero razzi che si potevano portare a mano. Verso la metà del XIV secolo gli indiani avevano adottato l'uso dei razzi in guerra.

### Corea

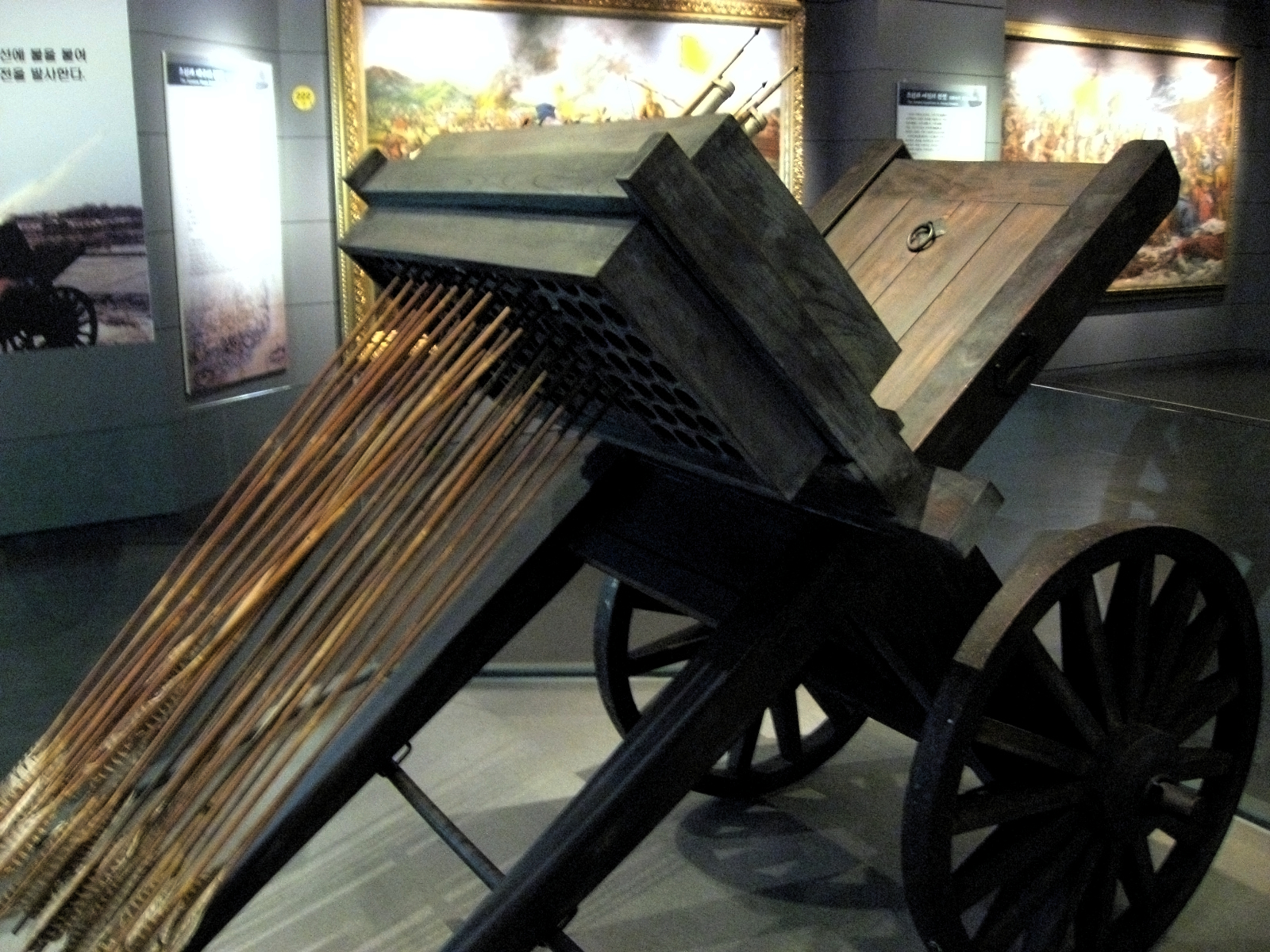
Ricostruzione di un hwacha esposta al Museo della Guerra di Seul.

Il regno coreano di Joseon iniziò a produrre polvere da sparo nel 1374 e produsse cannoni e razzi dal 1377. Però i carri-lanciarazzi multipli noti come "Munjong hwacha" non apparvero fino al 1451.

### Europa
In Europa Ruggero Bacone nomina la polvere da sparo nel suo Opus Majus del 1267. Comunque i razzi non figurano nella tecnica militare europea sino alla Battaglia di Chioggia del 1380. Konrad Kyeser descrisse i razzi nel suo famoso trattato militare Bellifortis intorno al 1405. Jean Froissart (c. 1337 – c. 1405) ebbe l'idea di lanciare i razzi attraverso dei tubi, in modo che potessero tracciare dei voli più precisi. L'idea di Froissart è antesignana del moderno bazooka.

## Adozione nell'Europa rinascimentale

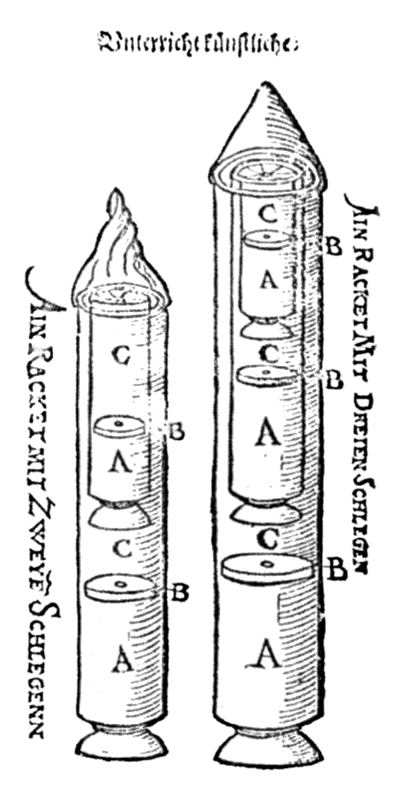
Diagramma di razzo a due e a tre stadi dal libro di Schmidlap.

Secondo lo storico del XVIII secolo Ludovico Antonio Muratori, i razzi furono usati durante la Guerra di Chioggia, nella battaglia omonima del 1380. Non è certa l'esattezza dell'interpretazione di Muratori, poiché in realtà avrebbe potuto volersi riferire alle bombarde, ma Muratori è comunque la fonte della diffusa opinione che daterebbe al 1380 il primo caso annotato di uso di razzi come artiglieria in Europa. Il Bellifortis di Keyser, che come abbiamo detto descrive i razzi, li distingue in razzi che nuotano, a volo libero e a volo guidato.
Giovanni Fontana, in Bellicorum instrumentorum liber (c. 1420) descrisse razzi che volano a mo' di colombe, razzi che corrono a mo' di lepri, e un grande veicolo mosso da tre razzi, oltre a un grosso siluro a razzo con la testa di un mostro marino.
A metà del XVI secolo Conrad Haas scrisse un libro che descriveva una tecnologia dei razzi che combinava le tecnologie dei fuochi d'artificio e delle armi. Questo manoscritto fu scoperto nel 1961, nei registri pubblici di Sibiu (Varia II 374). La sua opera trattava la teoria del moto con razzi multi-stadio, diverse miscele combustibili con uso di propellente liquido, e introduceva alette a forma di delta e ugelli di scarico a forma di campana.
La parola che indica "razzo" (rocket) in inglese, e in altre lingue, viene dall'italiano rocchetta, nel senso di "bobina" o "spola", data la somiglianza con gli arnesi usati per tenere il filo di un "arcolaio". La parola di origine italiana fu adottata in tedesco a metà del XVI secolo, da Leonhard Fronsperger in un libro di artiglieria-razzi pubblicato nel 1557, usando la forma rogete, e da Conrad Haas come rackette; l'adozione in inglese risale al 1610 circa. Si ritiene che Johann Schmidlap, fabbricante tedesco di fuochi artificiali, abbia fatto esperimenti con gli stadi (dei razzi) nel 1590.

## Inizi dell'era moderna

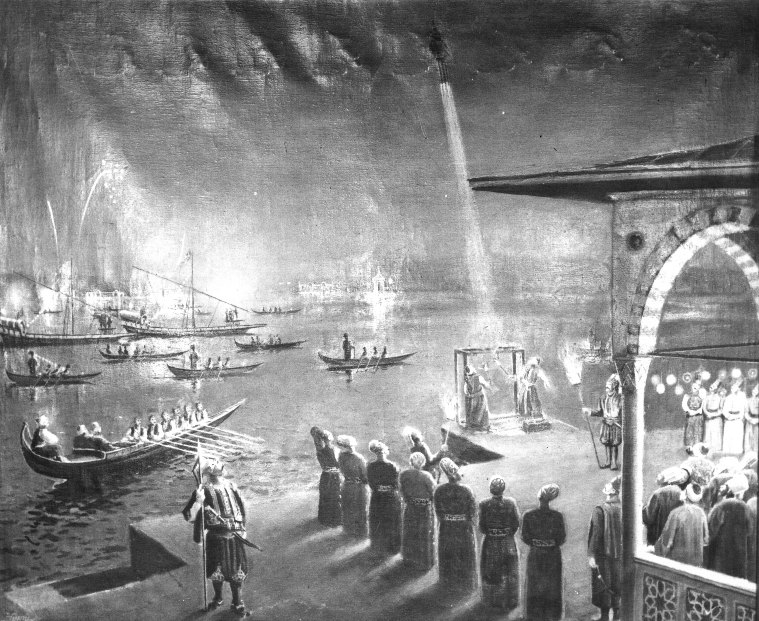
Il "volo a razzo" di Lagâri Hasan Çelebi raffigurato in un'incisione del XVII secolo.

Lagari Hasan Çelebi è il nome di un aviatore ottomano leggendario che, stando al racconto scritto da Evliya Çelebi, sarebbe riuscito nell'impresa di volare mediante un razzo. Evliya Çelebi sostenne che nel 1633 Lagâri Hasan Çelebi si sarebbe lanciato con un razzo a sette ali usando 50 okka (circa 70 kg) di polvere nera, da Sarayburnu, la punta sotto il Palazzo di Topkapı ad Istanbul.

### Siemienowicz
"Artis Magnae Artilleriae pars prima" ("La grande arte dell'artiglieria, parte prima", conosciuta anche come "L'arte completa dell'artiglieria"), stampata per la prima volta ad Amsterdam nel 1650, fu tradotta in francese nel 1651, tedesco nel 1676, inglese e olandese nel 1729 e polacco nel 1963. Per oltre due secoli, questa opera del nobiluomo della Confederazione polacco-lituana Kazimierz Siemienowicz fu usata in Europa come manuale elementare di artiglieria. Il libro forniva i progetti ordinari per creare razzi, palle di fuoco, e altri dispositivi pirotecnici. Conteneva un ampio capitolo su calibro, costruzione, produzione e proprietà dei razzi (sia per uso militare sia per uso civile), tra cui i razzi multistadio, batterie di razzi, e razzi con stabilizzatori con ala a delta (al posto delle comuni aste di guida).

### Razzi Mysore
Nel 1792 Hyder Ali e suo figlio Fateh Ali Tipu, sovrani del Regno di Mysore svilupparono e impiegarono efficacemente i primi razzi con involucro metallico in India contro le preponderanti forze della Compagnia delle Indie orientali inglese durante le Guerre anglo-mysore. In seguito i britannici si interessarono concretamente alla tecnologia dei razzi e la svilupparono notevolmente nel corso del XIX secolo. I razzi Mysore di questo periodo erano assai più avanzati di quelli visti in precedenza dai britannici, principalmente per l'uso dei tubi di ferro per contenere il propellente; questo consentiva una spinta superiore ed un raggio più lungo per il missile (fino a 2 km di gittata). Una volta sconfitto Tipu nella Quarta guerra anglo-mysore, i razzi di ferro Mysore catturati influenzarono profondamente lo sviluppo dei razzi britannici, ispirando il Razzo Congreve, che fu prontamente dispiegato nelle Guerre napoleoniche.

## Artiglieria missilistica a polvere nera del XIX secolo

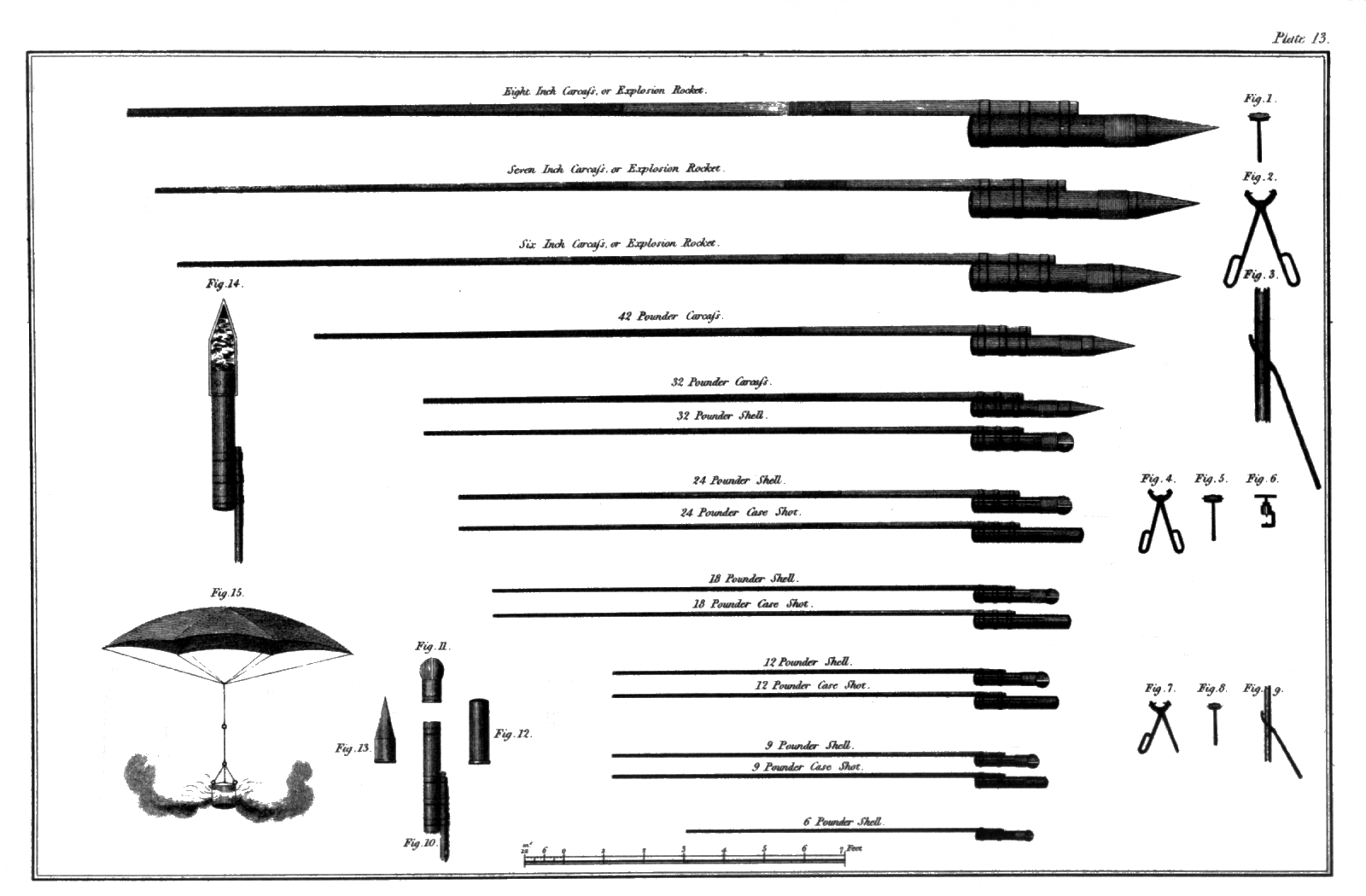
Il razzo Congreve

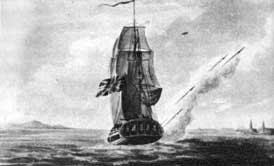
Un vascello lancia razzi Congreve

William Congreve, figlio del Comptroller of the Royal Arsenal, Woolwich, Londra, divenne una figura di primo piano nel campo. Dal 1801 Congreve condusse ricerche sul progetto originario dei razzi Mysore e avviò un vigoroso programma di sviluppo presso il laboratorio del citato arsenale. Congreve preparò una nuova miscela propellente, e sviluppò un motore a razzo con un robusto tubo metallico fornito di punta conica. Questo iniziale razzo Congreve pesava circa 14,5 kg. La prima dimostrazione del Royal Arsenal con razzi a propellente solido fu nel 1805. I razzi furono impiegati efficacemente nelle Guerre napoleoniche e nella Guerra del 1812. Congreve pubblicò tre libri sui razzi.
Da quel momento in poi, l'uso dei razzi sui campi di battaglia si diffuse in tutto il mondo occidentale. Nella Battaglia di Baltimora del 1814, i razzi sparati su Fort McHenry dal vascello lanciarazzi HMS Erebus furono l'ispirazione per il rosso bagliore dei razzi evocato da Francis Scott Key in The Star-Spangled Banner (inno nazionale USA). I razzi furono impiegati anche nella Battaglia di Waterloo.
I primi razzi erano molto imprecisi. Senza usare la rotazione o alcuna retroazione di controllo, i razzi avevano una forte tendenza a scartare dal loro previsto corso. I primi razzi Mysore e i loro successori britannici, i razzi Congreve, ridussero in parte questo difetto, con l'accorgimento di attaccare un lungo bastone alla fine del razzo (analogamente agli odierni petardi) per contrastarne l'attitudine a deviare. Il razzo Congreve più grande era il Carcass da 32 libbre (14,5 kg), dotato di bastone da 4,6 m. All'origine i bastoni erano montati sul lato, ma in seguito si prese a montarli al centro del razzo, riducendo la resistenza fluidodinamica e consentendo al razzo di essere sparato con più precisione da un segmento di tubo.
Nel 1815 Aleksandr Dmitrievič Zasjadko iniziò a lavorare sulla creazione di razzi militari a polvere nera. Costruì piattaforme di lancio per razzi che ne permettevano lo sparo in salve di sei per volta, e dispositivi di puntamento. Zasjadko elaborò una tattica per l'uso militare dell'artiglieria missilistica. Nel 1820 Zasjadko fu nominato capo dell'arsenale di Pietroburgo, della fabbrica di polveri Okhtensky, del laboratorio pirotecnico e della prima Alta scuola di artiglieria in Russia. Organizzò la produzione di razzi in un laboratorio speciale e creò la prima sub-unità razzi nell'esercito russo.
Il capitano di artiglieria Józef Bem del Regno di Polonia iniziò la sperimentazione con quello che in polacco si
chiamava raca kongrewska. Tale esperienza culminò con il suo rapporto del 1819 Notes sur les fusees incendiares (edizione tedesca: Erfahrungen über die Congrevischen Brand-Raketen bis zum Jahre 1819 in der Königlischen Polnischen Artillerie gesammelt, Weimar 1820).
La ricerca ebbe luogo nell'Arsenale di Varsavia, dove il capitano Józef Kosiński sviluppò anche lanciarazzi multipli per affusti da artiglieria a cavallo. Il 1° Corpe razzi fu formato nel 1822, ed ebbe il battesimo del fuoco nella Guerra russo-polacca del 1830-31.
Il problema della precisione fu grandemente migliorato nel 1844, quando William Hale modificò il progetto del razzo in modo che la spinta fosse "direzionata", e quindi il razzo ruotasse sul suo asse come fa un proiettile (se sparato da una canna rigata). Il razzo Hale eliminava la necessità di un'asta per i razzi, allungava la gittata per effetto della minor resistenza aerodinamica, ed era assai più preciso.
Nel 1865 il colonnello britannico Edward Mounier Boxer realizzò una versione migliorata del "Congreve" mettendo due razzi nello stesso tubo, uno dietro l'altro.

## Pionieri del razzo agli inizi del XX secolo
Agli inizi del XX secolo ci fu un'esplosione di ricerche scientifiche sui viaggi interplanetari, in gran parte ispirate dalla letteratura di fantasia degli autori quali Jules Verne e H. G. Wells, oltre che da movimenti filosofici quali il cosmismo russo. Gli scienziati confidavano nel razzo come una tecnologia in grado di rendere effettivamente possibili i viaggi spaziali, un'eventualità riconosciuta per la prima volta nel 1861 da William Leitch.
Nel 1903 il professore di matematica delle superiori Konstantin Ciolkovskij (1857–1935), ispirato da Verne e dal cosmismo, pubblicò Исследование мировых пространств реактивными приборами (L'esplorazione dello spazio cosmico per mezzo di apparecchi a reazione), il primo serio lavoro scientifico sui viaggi spaziali. L'equazione del razzo di Ciolkovskij — il principio che governa la propulsione a razzo — porta onorificamente il suo nome (sebbene fosse stata scoperta in precedenza). Inoltre raccomandò l'uso di idrogeno liquido e ossigeno come propellente, calcolando il loro massimo impulso specifico. La sua opera era pressoché sconosciuta fuori dall'Unione Sovietica, ma al suo interno ispirò ulteriore ricerca, sperimentazione e la formazione della Società per gli studi di viaggio interplanetario nel 1924.

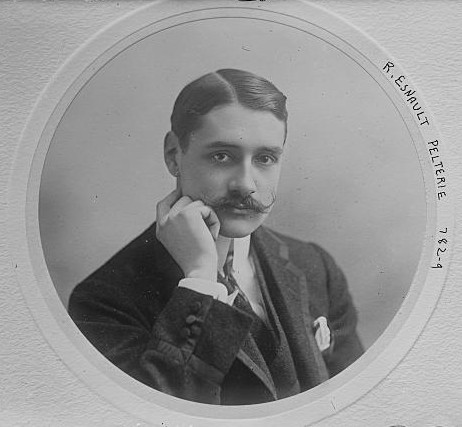
Robert Esnault-Pelterie (1909)

Nel 1912 Robert Esnault-Pelterie pubblicò una conferenza sulla teoria dei razzi e dei viaggi interplanetari. Derivò indipendentemente l'equazione del razzo di Ciolkovskij, eseguì i calcoli fondamentali dell'energia richiesta per orbitare intorno alla Luna e ai pianeti, e propose l'uso di energia atomica (cioè radio) per spingere un aviogetto.

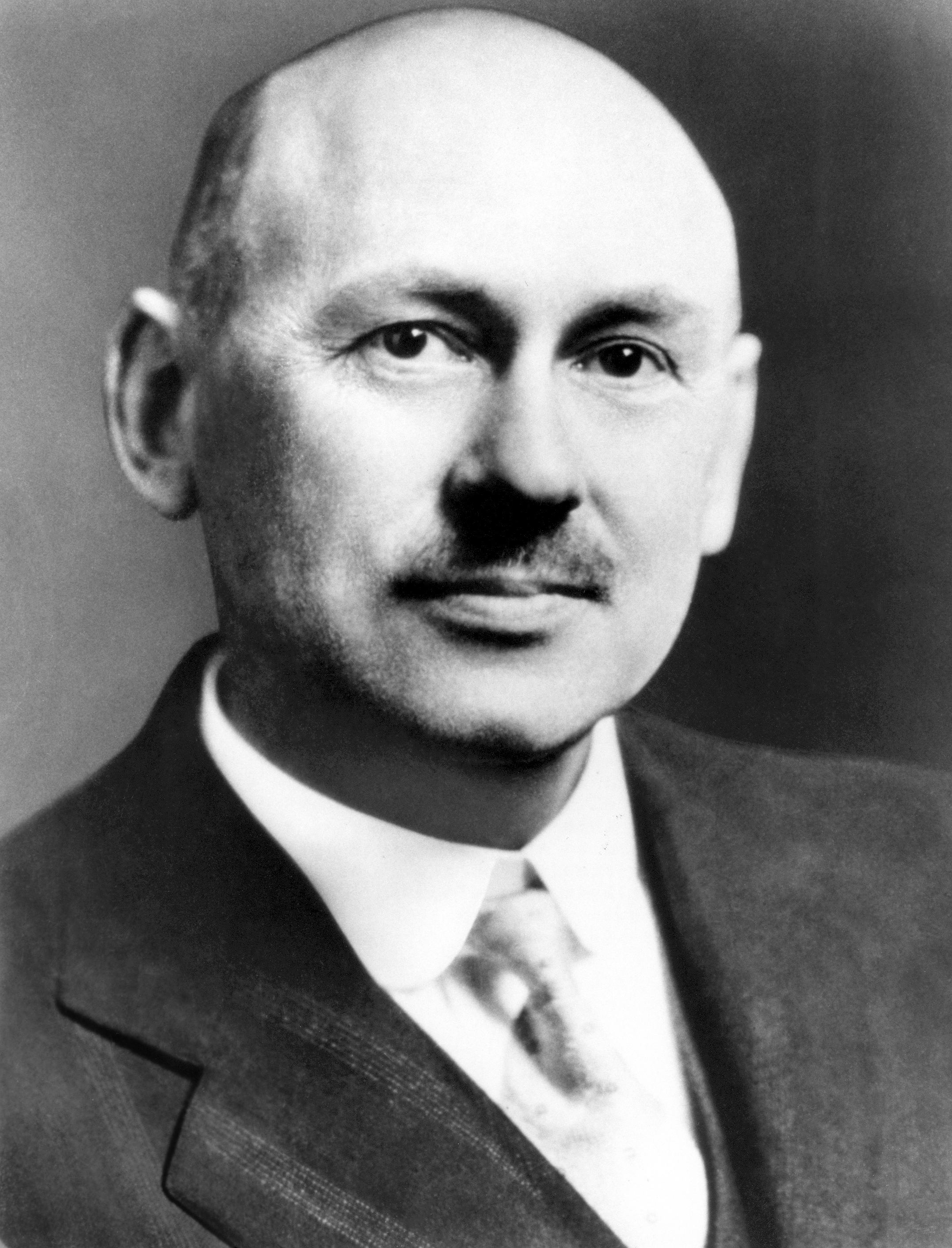
Robert Goddard

Nel 1912 Robert Goddard, dalla più tenera età affascinato da H.G. Wells, iniziò una seria analisi dei razzi, concludendo che quelli a propellente solido avevano bisogno di tre migliorie.
Prima, il carburante andava bruciato in una piccola camera di combustione, invece di costruire l'intero contenitore del propellente in grado di resistere alle alte pressioni.
Seconda, i razzi andavano strutturati in stadi.
Infine, l'impulso specifico (e quindi l'efficienza) poteva aumentare sensibilmente, fino a superare la velocità del suono, mediante l'adozione di un ugello de Laval. Brevettò questi concetti nel 1914.
Sviluppò per conto proprio anche la matematica del volo a razzo.
Durante la Prima guerra mondiale Yves Le Prieur, ufficiale di marina francese e inventore, che in seguito avrebbe creato uno dei primi apparati per immersione subacquea, sviluppò un razzo aria-aria a propellente solido. Lo scopo era distruggere i palloni frenati da osservazione (chiamati saucisses cioè "salsicce", o Drachen cioè "aquiloni") impiegati dall'artiglieria tedesca. Questo razzo incendiario piuttosto rudimentale a polvere nera, con la punta d'acciaio, fu prima provato da un aereo Voisin, imbullonato per l'ala ad una veloce auto Pic Pic e poi usato in battaglia su aerei "veri". Una tipica configurazione prevedeva otto razzi Le Prieur a comando elettrico fissati sui tiranti interplanari di un velivolo Nieuport. Se sparata da distanza sufficientemente ravvicinata, una rosata di razzi Le Prieur si dimostrava piuttosto letale. L'asso belga Willy Coppens dichiarò di aver abbattuto decine di Drachen nella Prima guerra mondiale.
Nel 1920 Goddard pubblicò queste idee e i relativi risultati sperimentali in A Method of Reaching Extreme Altitudes. Nell'opera si trovavano considerazioni sull'invio di un razzo a propellente solido sulla Luna, che attrassero l'attenzione mondiale, suscitando elogi ma anche canzonature. Un editoriale del New York Times suggeriva:
(New York Times, 13 gennaio 1920)
Dopo lo sbarco sulla Luna compiuto dall'Apollo 11, il New York Times si scusò pubblicamente con il Dr. Goddard.
Nel 1923 Hermann Oberth (1894–1989) pubblicò Die Rakete zu den Planetenräumen ("Il razzo nello spazio planetario"), una versione della sua tesi di dottorato, dopo che l'Università di Monaco l'aveva rifiutata.
Nel 1924 Ciolkovskij scrisse ancora sul tema dei razzi multistadio, in 'Cosmic Rocket Trains'.

## Missilistica contemporanea

### Anni antecedenti la Seconda guerra mondiale

Robert Goddard e il primo razzo a propellente liquido.

I razzi contemporanei nacquero quando Goddard applicò un ugello supersonico (ugello de Laval) alla camera di combustione di un motore a razzo alimentato da propellente liquido. In questo tipo di ugello, il gas ad alta pressione e temperatura in uscita dalla camera di combustione si espande (raffreddandosi) mentre accelera a velocità supersonica, elevando l'efficienza dal 2% al 64%. Il 16 marzo 1926 Robert Goddard lanciò il primo razzo del mondo a propellente liquido presso Auburn.
Negli anni 1920 comparvero numerose organizzazioni di ricerca missilistica in tutto il mondo. Nel 1927 il costruttore automobilistico tedesco Fritz von Opel iniziò delle ricerche sui veicoli a razzo assieme a Max Valier ed al costruttore di razzi a propellente solido Friedrich Wilhelm Sander. Nel 1928 Fritz von Opel guidò un'auto a razzo, la Opel-RAK.1 sulla pista Opel di Rüsselsheim am Main (Germania). Nel 1928 volò la Lippisch Ente: l'energia del razzo lanciò il veleggiatore con equipaggio umano, ma si distrusse al secondo volo. Nel 1929 von Opel iniziò a sperimentare presso l'aeroporto Frankfurt-Rebstock con il velivolo Opel-Sander RAK 1, che si danneggiò irreparabilmente quando il primo volo si concluse con un atterraggio di fortuna.
A metà degli anni 1920 gli scienziati tedeschi avevano iniziato a sperimentare razzi a propellente liquido capaci di raggiungere altitudini e distanze relativamente alte. Nel 1927, sempre in Germania, un gruppo di appassionati di missilistica aveva formato la Verein für Raumschiffahrt ("VfR", "Società per i viaggi nello spazio"), e nel 1931 aveva lanciato un razzo a propulsione liquida (che usava ossigeno e benzina).
Anche nell'Unione Sovietica la missilistica ebbe inizio da associazioni dilettantistiche, e soprattutto il Gruppo per lo studio della propulsione a reazione (GRID) guidato da Fridrich Cander e Sergej Korolëv. Dal 1931 al 1937 nell'Unione Sovietica si svolse un ampio lavoro scientifico sulla progettazione di motori a razzo presso il Laboratorio di dinamica dei gas (GDL) di Leningrado, che poi fu fuso con il GIRD nel 1933 portando la missilistica nel pieno controllo governativo. Il laboratorio, ben dotato di fondi e di personale, costruì più di 100 motori sperimentali sotto la direzione di Valentin Glushko. Questa esperienza abbracciò il raffreddamento rigenerativo, la combustione di propellente ipergolico, e progetti di iniezione che comprendevano iniettori a turbina e con miscelazione bi-propellente. Tuttavia l'arresto di Glushko durante le purghe staliniane del 1938 ostacolò lo sviluppo.
Anche il professore austriaco Eugen Sänger, emigrato in Germania nel 1936, dal 1932 in poi aveva compiuto un lavoro simile. In Germania lavorò su spazioplani a razzo come il Silbervogel (a volte chiamato bombardiere "antipodale").
Il 12 novembre 1932, in una fattoria di Stockton (New Jersey), il tentativo della American Interplanetary Society di eseguire una prova al banco (un esperimento in cui il motore a razzo è acceso, ma il razzo è saldamente trattenuto al suolo) si risolse malamente in un incendio.
Nel 1936 un programma britannico con base a Fort Halstead e guidato dal Dr. Alwyn Crow iniziò un lavoro su una serie di razzi a propellente solido senza guida che potevano essere usati come armi controcarri. Nel 1939 si svolsero numerosi lanci di prova nella colonia britannica di Giamaica, presso un poligono costruito appositamente.
Negli anni 1930 la Reichswehr tedesca (che nel 1935 sarebbe divenuta la Wehrmacht) iniziò ad interessarsi di razzi. Le restrizioni imposte dal Trattato di Versailles limitavano l'accesso dei tedeschi alle armi di lunga gittata. Vedendo la possibilità di usare i razzi come fuoco di artiglieria a lunga gittata, la Wehrmacht inizialmente sovvenzionò la squadra VfR, ma poiché l'attenzione di quest'ultima era squisitamente scientifica, ad un certo punto si creò una propria squadra di ricerca. Su richiesta dei vertici militari, Wernher von Braun, all'epoca un giovane scienziato missilistico, entrò nelle forze armate (seguito da due ex membri VfR) e sviluppò armi a lunga gittata impiegate nella seconda guerra mondiale dalla Germania nazista. Oltre ai missili furono studiate varie applicazioni per aeroplani che portarono, il 20 giugno del 1939, al volo dell'Heinkel He 176, il primo aereo al mondo a volare spinto da un motore a razzo a propellente liquido.

### Seconda guerra mondiale

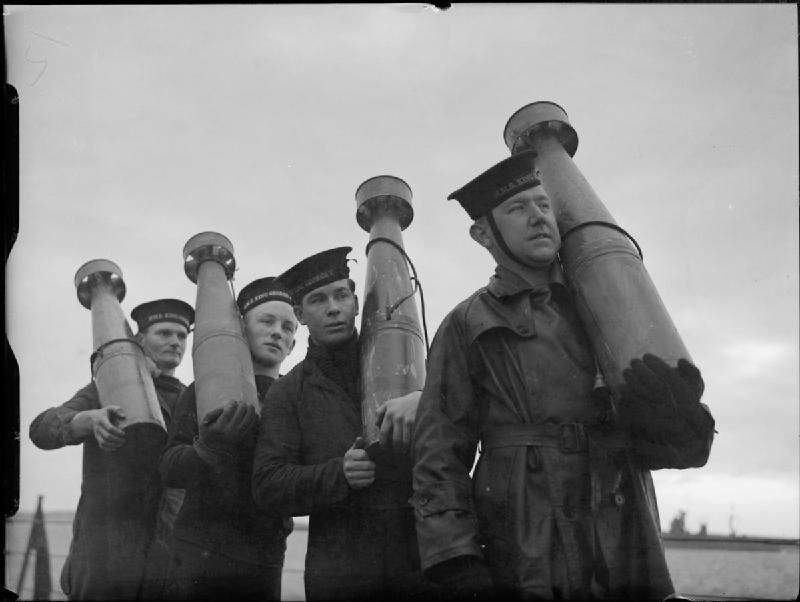
Marinai trasportano unrotated projectile antiaerei sulla HMS King George V.

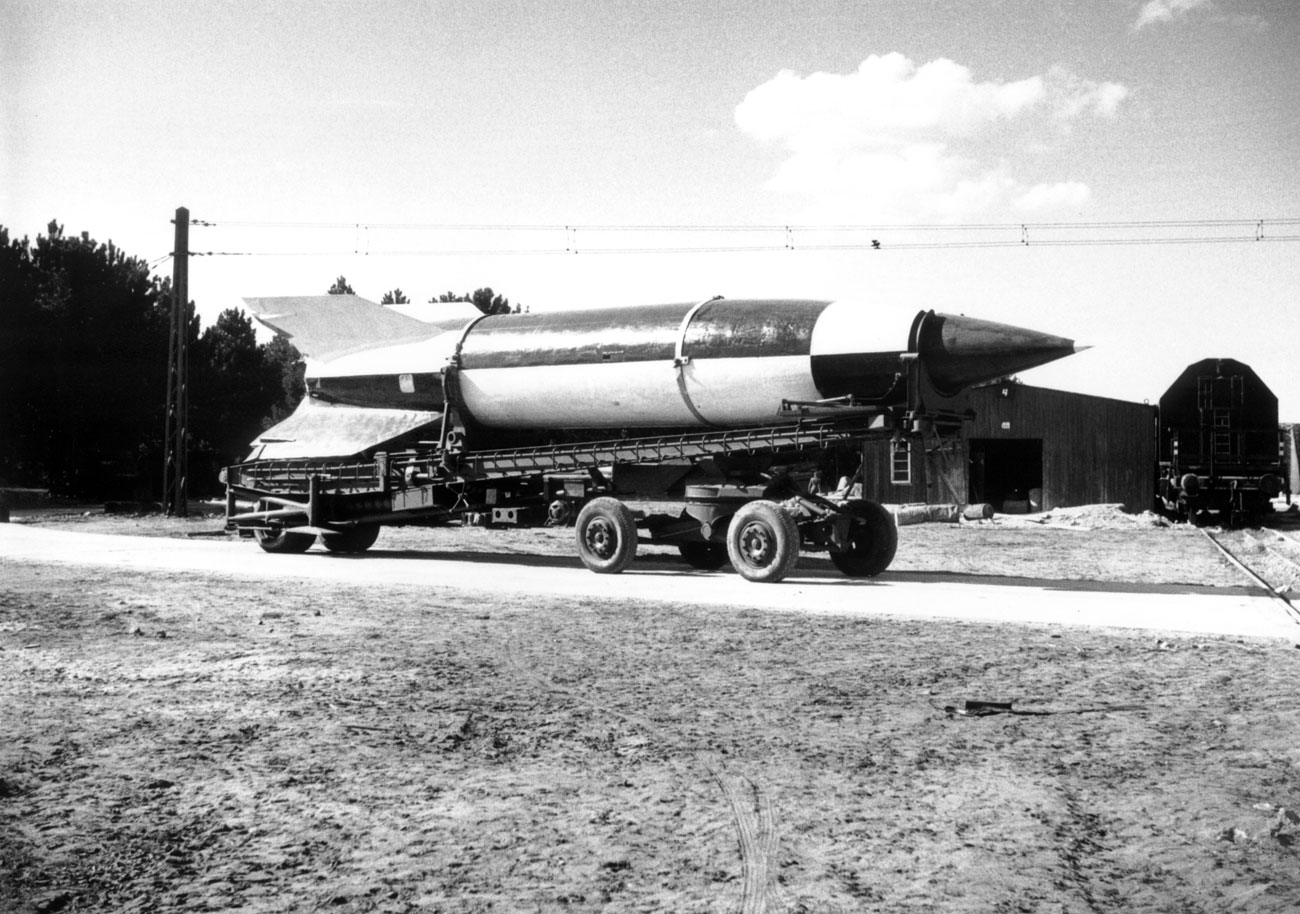
Un razzo V-2 tedesco su un Meillerwagen

Anatomia di un razzo V-2

All'inizio della guerra, i britannici avevano equipaggiato le loro navi da guerra con razzi antiaerei senza guida "unrotated projectile", e dal 1940 i tedeschi avevano sviluppato un lanciarazzi multiplo terra-terra, il Nebelwerfer mentre i sovietici avevano già introdotto il razzo aria-terra RS-132. Tutti questi razzi vennero sviluppati per svariati ruoli; degno di nota è il razzo Katyusha.
Nel 1943 in Germania iniziò la produzione del razzo V-2. Aveva un raggio di azione di 300 km e portava una testata da 1 000 kg, con una carica esplosiva di amatolo. Normalmente raggiungeva una quota operativa massima intorno ai 90 km, ma poteva raggiungere i 206 km se lanciato verticalmente. Il vettore era simile alla maggior parte dei razzi moderni, con turbopompe, sistema di guida e molte altre caratteristiche. Ne furono sparati a migliaia contro varie nazioni alleate, principalmente Belgio, ma anche Inghilterra e Francia. Benché non potessero essere intercettati, il loro tipo di sistema di guida e la testata convenzionale singola implicavano che non fossero abbastanza precisi contro bersagli militari. Prima che terminasse la campagna di lancio, in Inghilterra si registrarono 2 754 morti e 6 523 feriti. Il lavoro forzato per la costruzione dei V-2 provocò altri 20 000 morti. Ancorché il V-2 non abbia influenzato significativamente il corso della guerra, diede tuttavia una letale dimostrazione del potenziale che i razzi guidati possedevano come armi.
Parallelamente al programma dei missili guidati, nella Germania nazista i razzi furono usati anche sugli aerei, per facilitare il decollo orizzontale (RATO), o quello verticale (Bachem Ba 349 "Natter"), o come sistema di propulsione generale (Me 163, ecc.). Durante la guerra la Germania sviluppò anche numerosi missili con e senza guida, aria-aria, terra-aria e terra-terra.

### Secondo dopoguerra

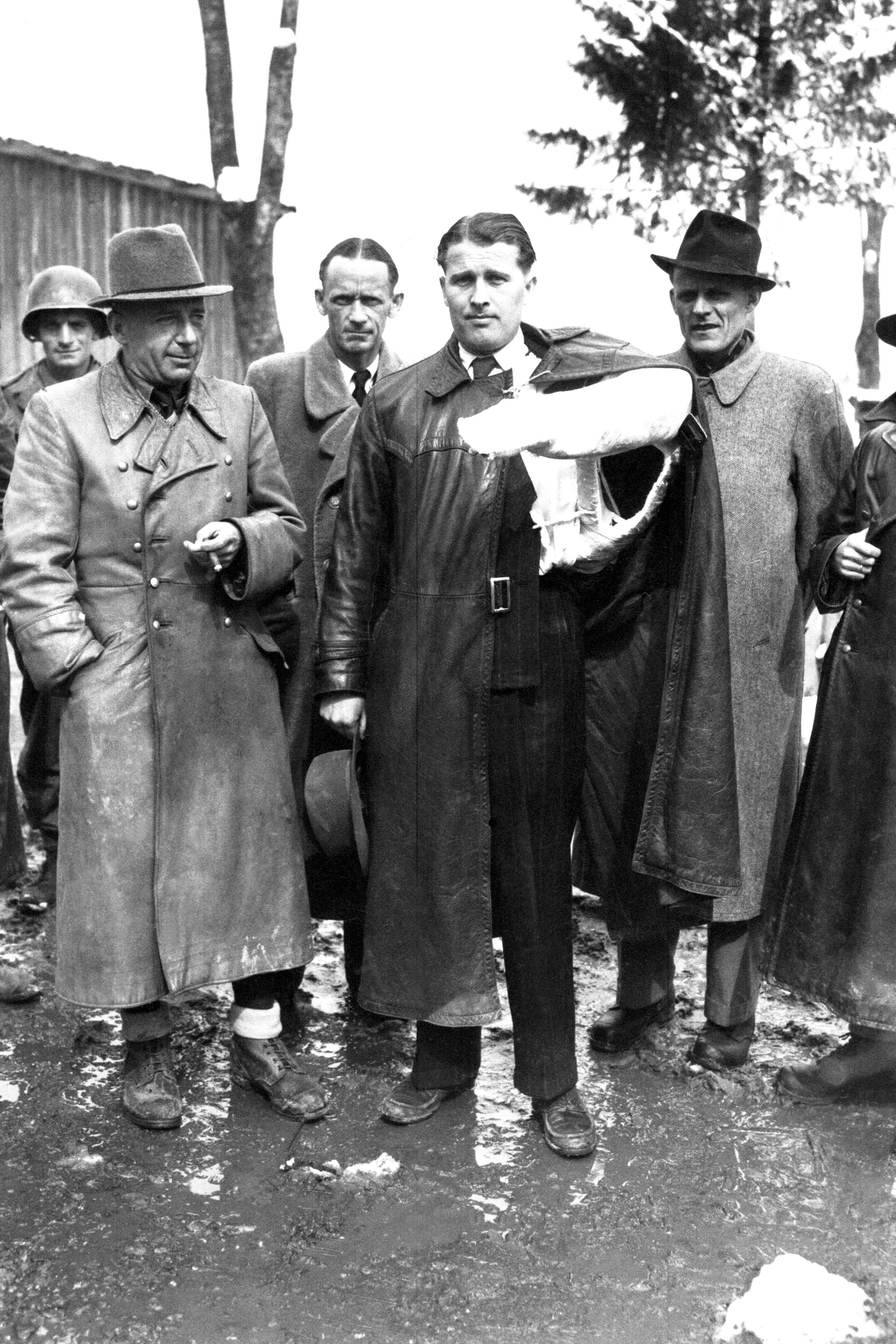
Dornberger e Von Braun dopo essere stati catturati dagli Alleati.

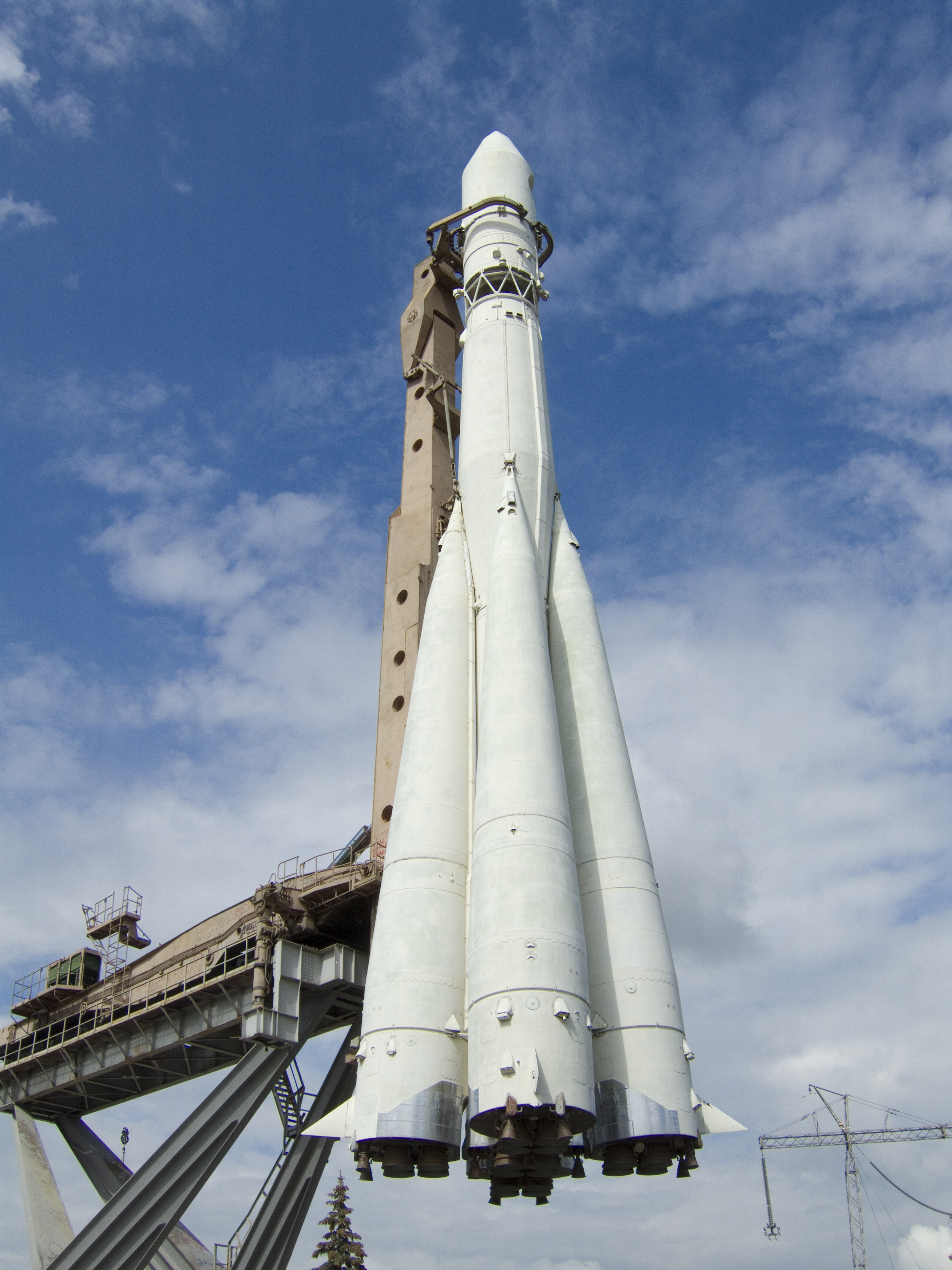
Un R-7 8K72 "Vostok" in esposizione permanente alla Fiera del commercio di Mosca presso Ostankinskij; il razzo è trattenuto dal suo trasporto ferroviario, montato su quattro raggi diagonali costituenti il piedistallo dell'espositore. Qui il trasporto ferroviario ha inclinato il razzo verso l'alto come farebbe nella sua base di lancio — mancante in questa esposizione.

Alla fine della Seconda guerra mondiale, militari e squadre scientifiche russi, britannici e USA fecero a gara per impadronirsi di tecnologia e personale addestrato dal programma missilistico tedesco presso Peenemünde. Russia e Gran Bretagna riportarono i loro successi, ma la parte del leone la fecero gli Stati Uniti. Gli americani catturarono un gran numero di scienziati, tra cui von Braun, e li portarono negli Stati Uniti nel quadro dell'Operazione Paperclip. In America, gli stessi razzi progettati per tempestare la Gran Bretagna furono invece usati dagli scienziati come strumenti di ricerca per sviluppare ulteriormente la nuova tecnologia. Il V-2 si evolse nel PGM-11 Redstone americano, usato nei primi programmi spaziali.
Dopo la guerra i razzi furono usati per studiare le condizioni di elevata altitudine, per la telemetria radio di temperatura e pressione dell'atmosfera, rilevazione di raggi cosmici ed ulteriore ricerca; da ricordare il Bell X-1, il primo velivolo a guida umana che infranse il muro del suono. Questa attività continuò negli USA sotto la direzione di von Braun e gli altri, destinati ad integrarsi nella comunità scientifica statunitense.
Indipendentemente, la ricerca del programma spaziale sovietico continuò sotto la direzione del capo progetto Sergej Pavlovič Korolëv. Con l'aiuto di tecnici tedeschi, il V-2 fu copiato e migliorato dando vita ai missili R-1, R-2 e R-5. I progetti tedeschi furono abbandonati alla fine degli anni 1940, e i lavoratori stranieri furono rimpatriati. Una nuova serie di motori costruiti da Valentin Petrovič Gluško e basati su invenzioni di Aleksej Michajlovič Isaev fu il nucleo fondativo del primo ICBM, lo R-7. Lo R-7 lanciò il primo satellite, lo Sputnik 1; e più tardi Jurij Gagarin, il primo uomo nello spazio; e le prime sonde lunari e planetarie. È un razzo tuttora in uso (come vettore spaziale). Questi eventi prestigiosi attrassero l'attenzione dei politici più influenti, di conseguenza convogliando ulteriori fondi per proseguire la ricerca.
Un problema irrisolto restava il rientro atmosferico. Al momento del rientro un veicolo orbitale conservava energia cinetica sufficiente a disintegrarsi a causa dell'attrito con l'atmosfera ma era stato anche notato che i meteoriti possono raggiungere il terreno relativamente intatti. L'enigma fu superato negli USA nel 1951, quando H. Julian Allen e A. J. Eggers, Jr. del National Advisory Committee for Aeronautics (NACA) scoprirono che una forma arrotondata, al costo di una maggiore resistenza, permette di allontanare dal corpo l'onda d'urto e di ridurre il trasferimento di calore al corpo. Con questo tipo di forma, circa il 99% dell'energia si disperde nell'aria invece che scaricarsi sul veicolo, rendendo meno complicata la progettazione dei necessari scudi termici.
La scoperta di Allen ed Eggers, inizialmente considerata un segreto militare, fu pubblicata alcuni anni dopo, cioè nel 1958. La "teoria del corpo tozzo" rese possibili i modelli di scudo termico che furono realizzati per le capsule spaziali Mercury, Gemini, Apollo, e Sojuz, permettendo ad astronauti e cosmonauti di sopravvivere al rientro atmosferico. Alcuni spazioplani come lo Space Shuttle fecero ricorso alla medesima teoria. Quando si iniziava a concepire lo Space Transportation System, Maxime Faget, direttore di ingegneria e sviluppo presso il Manned Spacecraft Center, non era soddisfatto del metodo puramente lifting re-entry ("rientro con portanza", proposto con l'X-20 "Dyna-Soar", poi abbandonato). Progettò una navetta spaziale che si comportava da "corpo tozzo" al rientro in atmosfera, con un angolo di attacco estremamente alto di 40°, creando una onda d'urto staccata dalla superficie del veicolo che avrebbe mitigato il flusso di calore che investiva lo scudo termico. Lo Space Shuttle essenzialmente sfruttava il concetto di corpo portante nella prima fase di decelerazione in ingresso in atmosfera ad alto numero di Mach e un'altezza di circa 122 000 m (400 000 piedi).
A quella quota l'atmosfera è abbastanza densa da consentire allo Space Shuttle di iniziare il lifting re-entry riducendo l'angolo di attacco, abbassando il muso e usando la portanza generata dalle ali per "iniziare il volo" (planata) verso il sito di atterraggio.

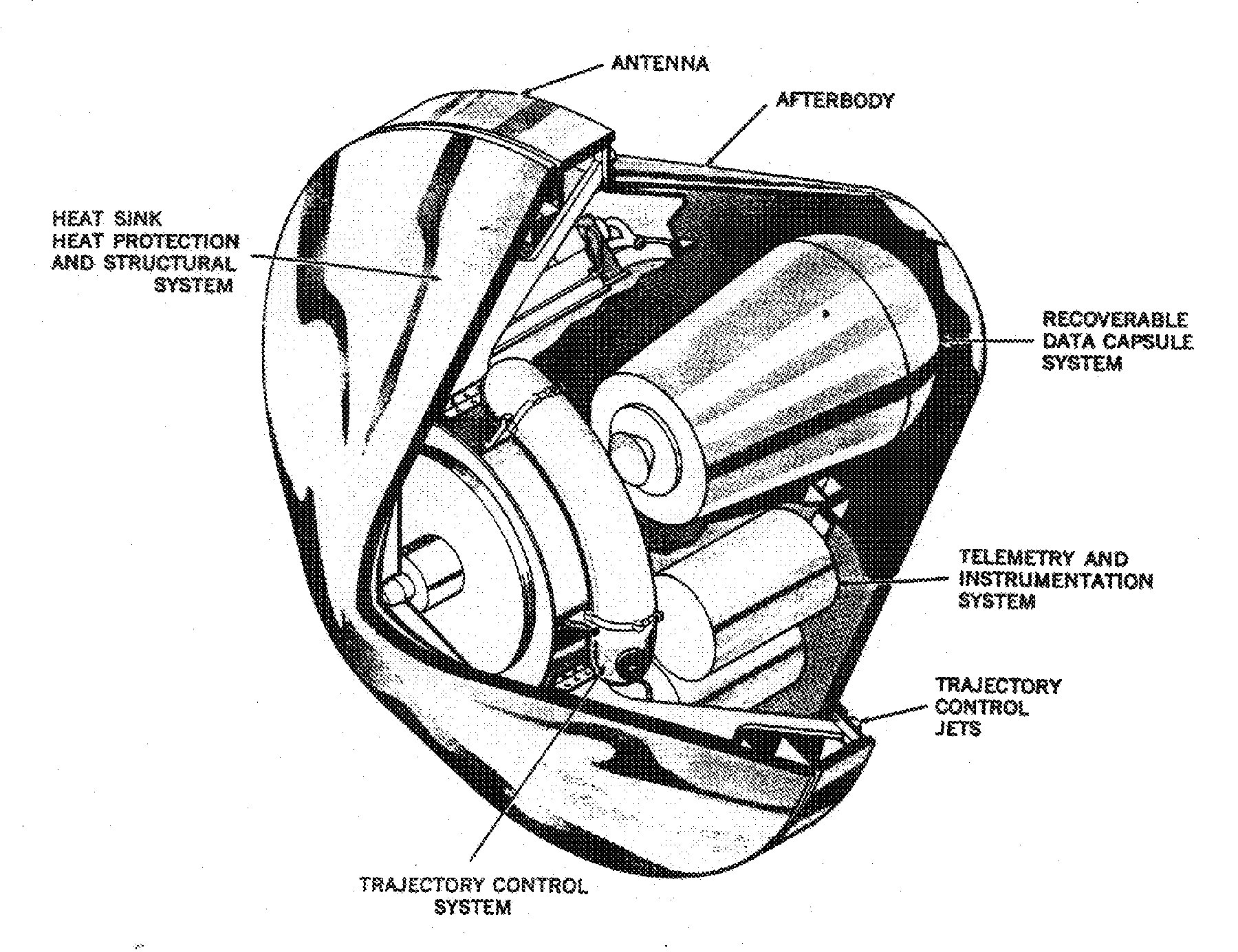
Prototipo del Mk-2 Reentry Vehicle (RV), basato sulla "teoria del corpo tozzo".

### Guerra fredda

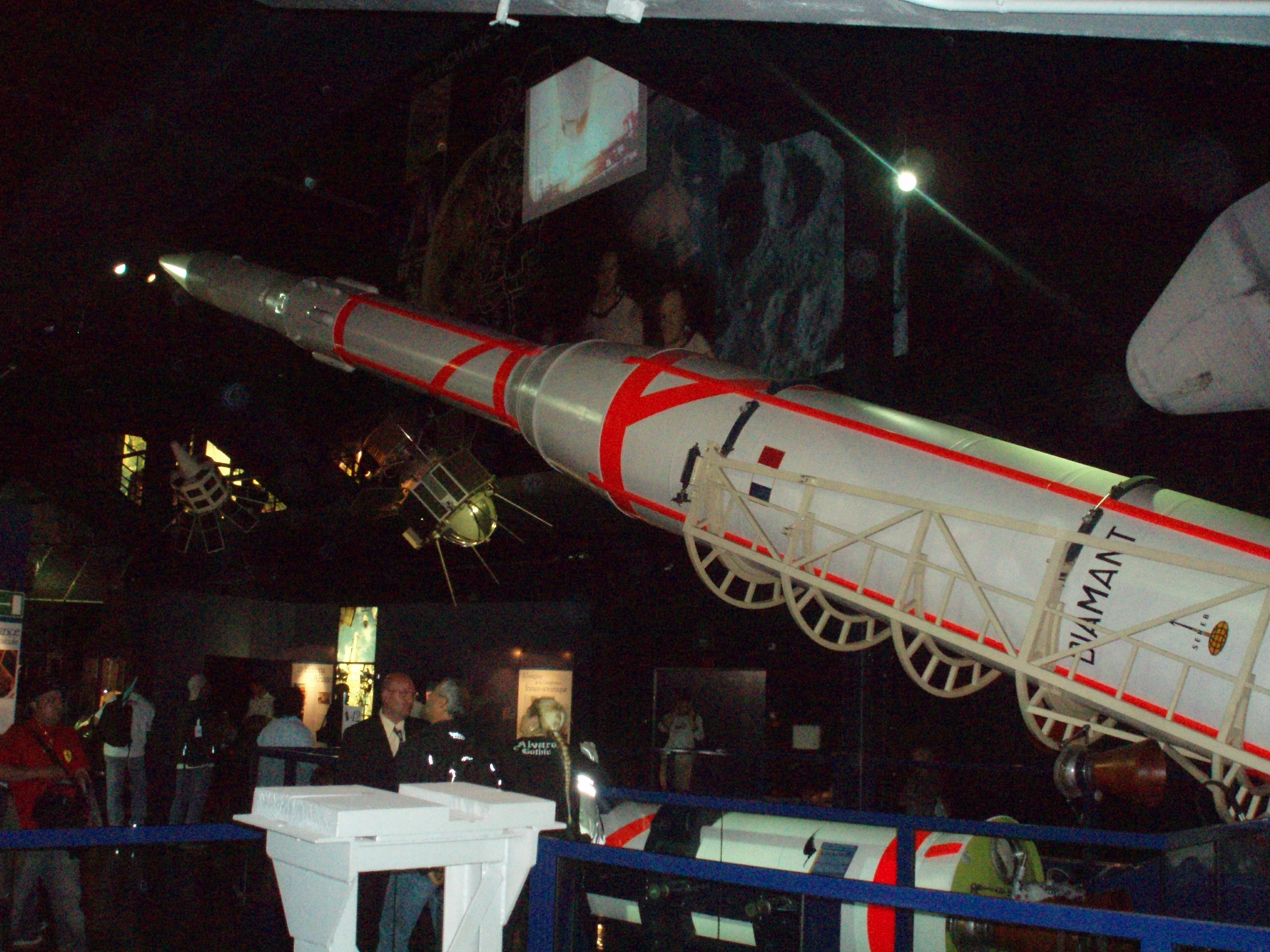
Il razzo francese Diamant, secondo programma missilistico francese, sviluppato dal 1961.

I razzi divennero estremamente importanti sul piano militare nella forma dei missili balistici intercontinentali (ICBM) quando si comprese che le armi nucleari trasportate su un veicolo a razzo, una volta lanciate, non potevano sostanzialmente essere arrestate dai sistemi difensivi esistenti, e i lanciatori ICBM come gli R-7, Atlas e Titan divennero le piattaforme preferite per il potenziale impiego di queste armi.

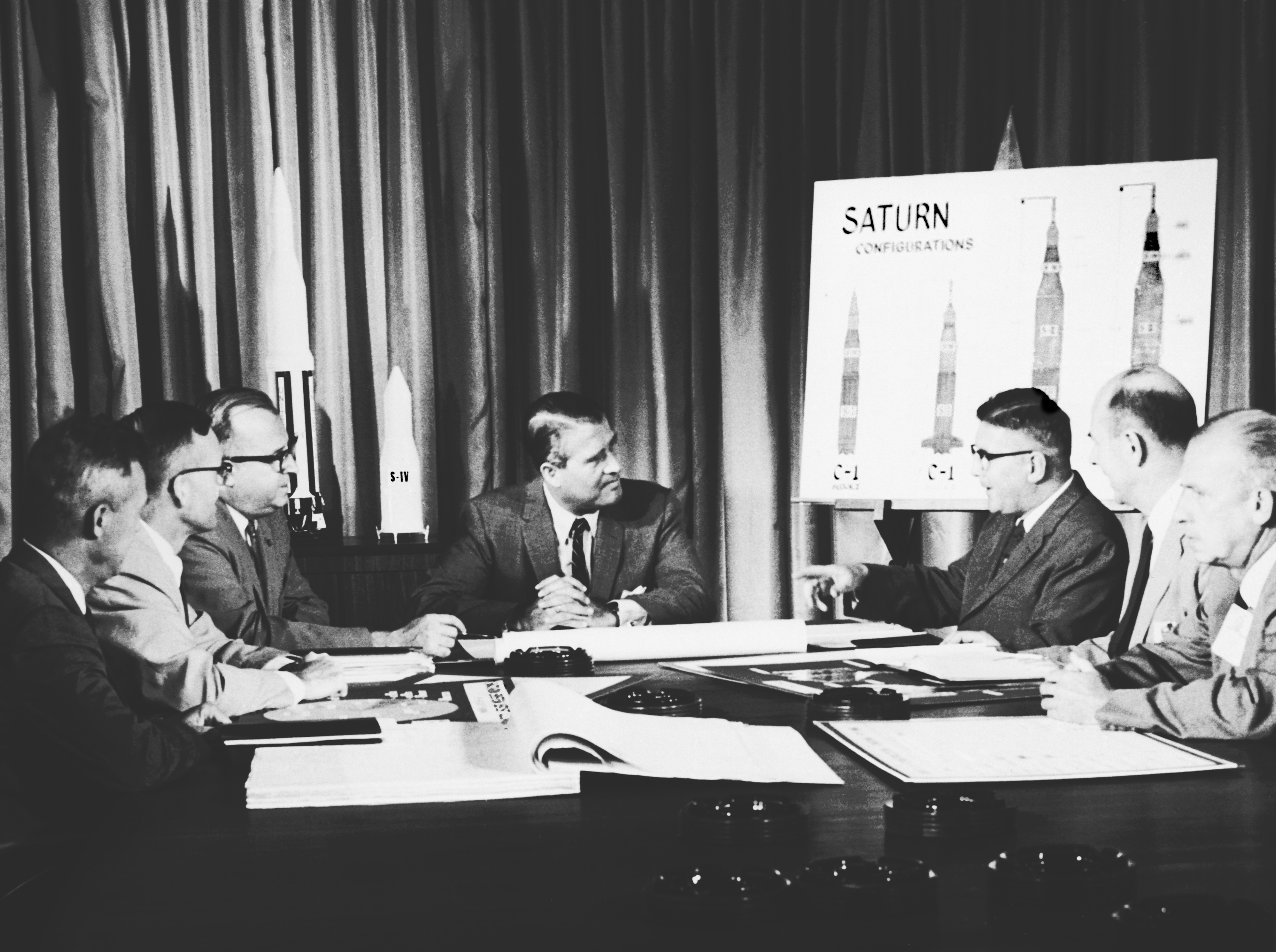
La squadra missilistica di von Braun nel 1961

Anche a causa della Guerra fredda, gli anni 1960 divennero il decennio di rapido sviluppo tecnologico per i razzi, specie nell'Unione Sovietica (Vostok, Sojuz, Proton) e negli Stati Uniti (ad esempio, gli aerei sperimentali X-15 e X-20 Dyna-Soar). La ricerca fu significativa anche in paesi come Francia, Gran Bretagna, Giappone, Australia, Cina ed altri, e si diffuse l'impiego dei razzi per lanci di satelliti artificiali per studi scientifici e di sonde per l'esplorazione spaziale, con foto provenienti dal lato più distante della Luna e voli senza equipaggio per l'esplorazione di Marte.
Negli Stati Uniti i programmi di volo con equipaggi, Mercury, Gemini e poi Apollo culminarono nel 1969 con il primo sbarco sulla Luna mediante il razzo Saturn V, obbligando il New York Times a ritrattare un proprio precedente editoriale che implicitamente negava la praticabilità reale del volo spaziale:
(New York Times, 17 June 1969 - A Correction)
Negli anni 1970 l'America compì altri allunaggi, prima di annullare il Programma Apollo nel 1975. Il veicolo che lo rimpiazzò, lo Space Shuttle parzialmente riutilizzabile era stato concepito per costare meno, ma questa riduzione di costi non fu raggiunta. Nel frattempo, nel 1973, fu intrapreso dall'Agenzia spaziale europea il programma Ariane, un vettore non riutilizzabile che per l'anno 2000 avrebbe fatto proprio gran parte del mercato geosat.

### XXI secolo
Dopo l'abbandono dello Space Shuttle deciso nel 2005 e la cancellazione del Programma Constellation che doveva prenderne il posto, la NASA ha avviato nel 2011 il Programma Artemis, che prevede lo sviluppo del lanciatore pesante non riutilizzabile Space Launch System per riportare equipaggi umani sulla Luna.